# 볼리바르봉
볼리바르봉(스페인어: Pico Bolívar)은 베네수엘라에서 가장 높은 산으로 높이 4,981m이다. 베네수엘라를 비롯한 남아메리카 국가에서 독립 영웅으로 여기는 시몬 볼리바르의 이름을 땄다.